# Bundesgerichtshof (Österreich)
Der Bundesgerichtshof (BGH) war im austrofaschistischen österreichischen Ständestaat von 1934 bis 1938 das Höchstgericht. Er wurde 1934 als Nachfolger der aufgelösten Höchstgerichte Verfassungsgerichtshof und Verwaltungsgerichtshof eingerichtet und hatte im Gegensatz zu seinen Vorgängergerichten keine Befugnis mehr, die Regierungsgesetzgebung zu kontrollieren.

## Entstehung des Bundesgerichtshofs
Nachdem die Bundesregierung Dollfuß I am 4. März 1933 mit der sogenannten „Selbstausschaltung des Parlaments“ die Gesetzgebung in Österreich faktisch dem gewählten Legislativorgan entrissen hatte, erkannte die Regierung rasch, dass der noch bestehende und zum Teil mit SDAP-nahen Richtern besetzte Verfassungsgerichtshof (VfGH) zur Bedrohung für diesen Regierungskurs geworden war. Um zu verhindern, dass die von der Regierung auf Grundlage des Kriegswirtschaftlichen Ermächtigungsgesetzes erlassenen Verordnungen vom VfGH geprüft werden konnten, wurde daher auf Vorschlag des VfGH-Ersatzmitglieds Robert Hecht ein Vorgehen gewählt, das den Verfassungsgerichtshof ebenso handlungsunfähig machen sollte, wie zuvor bereits das Parlament. Hierzu sollten alle regierungsnahen Mitglieder des Verfassungsgerichtshofs geschlossen zurücktreten, sodass die für die Beschlussfassung im Gerichtshof erforderliche Anwesenheit nicht mehr erreicht werden konnte (siehe hierzu detailliert: Ausschaltung des Verfassungsgerichtshofs 1933/34). Der Verwaltungsgerichtshof (VwGH) hingegen wurde nicht an seinem Tätigwerden gehindert, sondern dessen Urteile schlichtweg auf Anordnung der Oberbehörden an die Unterbehörden ignoriert. So wurden etwa vom Verwaltungsgerichtshof für aufgehoben erklärte Verwaltungsakte dennoch durch die Verwaltungsbehörden vollzogen, da es dem VwGH an der Durchsetzungskraft seiner Urteile mangelte.
Da der VfGH somit durch die Rücktritte am Tätigwerden gehindert und der Verwaltungsgerichtshof durch Anordnungen an die Unterbehörden faktisch marginalisiert worden war, wurden beide mit der ständestaatlichen Maiverfassung von 1934 gänzlich abgeschafft. Gleichzeitig wurde in der Maiverfassung vom 1. Mai 1934 der Bundesgerichtshof als Nachfolger sowohl des Verfassungs- als auch des Verwaltungsgerichtshofs eingerichtet. Am 23. Juli 1934 erging das Bundesgerichtshofgesetz (BGBl. 123/1934), mit dem der Bundesgerichtshof auch gesetzesrangig eingerichtet wurde. Seine Tätigkeit nahm der neu eingerichtete Gerichtshof aber bereits am 15. Juli 1934 auf.

## Organisation und Verfahren
Der Bundesgerichtshof war unter seinem Präsidenten, Ernst Durig, dem bisherigen VfGH-Präsidenten, und einem Vizepräsidenten in Senate untergliedert. Diese Senate waren in der Regel als Fünfersenate konzipiert, wobei für einfachere Fälle (Verwaltungsstrafsachen und Fälle, in denen die Rechtsfrage bereits hinreichend geklärt ist) die Zusammensetzung als Senat mit nur drei Mitgliedern vorgesehen war. Für die Klärung besonders schwieriger oder grundsätzlicher Rechtsfragen sowie beim Abgehen einer bisher gepflegten Rechtsprechung des Bundesgerichtshofs war die Einrichtung eines verstärkten Senats aus sieben Mitgliedern vorgesehen. Der für die Untersuchung von Verfassungswidrigkeiten zuständige „Verfassungssenat“ bestand aus elf Mitgliedern. Zur Klärung grundsätzlicher Rechtsfragen konnte zudem auch die Vollversammlung des Bundesgerichtshofs einberufen werden, der alle ordentlichen und außerordentlichen Mitglieder angehörten.
Die Zuständigkeiten des Bundesgerichtshofs entsprachen im Wesentlichen jenen des Verfassungsgerichtshofs und des Verwaltungsgerichtshofs vor der Maiverfassung. Allerdings wurde der Bundesgerichtshof größtenteils als Verwaltungsgericht tätig und erkannte dabei über die Rechtmäßigkeit von Bescheiden. Zudem war er auch für Säumnisbeschwerden zuständig, die während der Dauer seines Bestehens allerdings kaum vorkamen. Über die Verfassungsmäßigkeit eines Gesetzes oder die Gesetzmäßigkeit einer Verordnung entschied allein der speziell aufgrund von Art 179 Abs 2 der Verfassung 1934 gebildete „Verfassungssenat“, Grundrechtsbeschwerden gingen allerdings nicht an diesen, sondern an den dafür zuständigen Senat 10. Die Prüfung der auf Grundlage des Kriegswirtschaftlichen Ermächtigungsgesetzes erlassenen Verordnungen vor dem 1. Juli 1934 wurde dem Bundesgerichtshof durch das Verfassungsüberleitungsgesetz entzogen, womit er gerade die von der Regierung gefürchtete gerichtliche Prüfung der Verfassungsmäßigkeit dieser Maßnahmen nicht vornehmen konnte.

## Der Bundesgerichtshof nach dem „Anschluss“
Als Verwaltungsgerichtshof (einen Verfassungsgerichtshof gab es in der Zeit des Nationalsozialismus nicht) bestand das Gericht auch noch nach dem Anschluss an das Deutsche Reich bis 1941. Mit § 6 der „Siebenten VO über die Übertragung von Aufgaben und Befugnissen des Reichsstatthalters in Österreich (Österreichische Landesregierung)“ vom 11. Jänner 1940 erfolgte seine Umbenennung in „Verwaltungsgerichtshof in Wien“. Als Außenstelle des Reichsverwaltungsgerichtes in Berlin gab es den Gerichtshof unter dem Namen „Außenamt Wien“ bis 1945.
Nach dem Zweiten Weltkrieg wurden sämtliche diktatorischen Verfassungsgesetze, die in Österreich in der Zeit des Nationalsozialismus und davor seit 1933 erlassen worden waren, aufgehoben. Darunter fiel insbesondere die autoritäre Maiverfassung. Damit wurde der allfälligen Wiedererrichtung des Bundesgerichtshofes die Rechtsgrundlage entzogen. Verwaltungs- und Verfassungsgerichtsbarkeit sind seit 1945 wieder geteilt.